# Gegants de Tarragona
Els Gegants de Tarragona els formen tres parelles de gegants, els gegantons Negritos, els gegants Moros i els gegants Vells. Tradicionalment, desfilen amb el Seguici Popular amb acompanyament musical de gralles i percussió. Es poden veure durant les Festes de Santa Tecla de Tarragona.

## Història
La primera notícia d'un gegant al Seguici Popular de Tarragona es remunta a l'any 1425. El seu propietari va ser el Gremi de Sant Josep dels fusters des del 1514 fins al 1804. Al segle xix la seva custòdia va passar a càrrec de l'Ajuntament de Tarragona. No sería fins a l'any 1851 que neixen els gegants de la ciutat construïts per l'escultor local Bernat Verdedol.

### Gegants Moros de Tarragona (Els Gegants de la Ciutat)
Els Gegants de la Ciutat, també són coneguts com Gegants Moros. El gegant apareix documentat l'any 1425, i sembla que l'any següent ja s'enfronta amb el rei David. Podrien estar inspirats en personatges reals i representar uns gitanos tarragonins, el Valatxo i la Maria, tot i que segons historiadors es demostra que representen els mateixos personatges que els gegants vells, ja que la geganta és realment cristiana. Des del segle passat els Gegants i els Negritos són portats per la colònia gitana de la Part Alta de la ciutat. Quan desfilen, aquests gegants són acompanyats musicalment per la marxa dels Gegants de Tarragona, una melodia popular amb inspiració moresca que els grallers toquen en el moment de sortir i arribar a la plaça de la Font i al Pla de la Seu.
Els gegants de la Ciutat van er construits l'any 1851 per l'escultor Bernat Verderol. Posteriorment, les figures van ser replicades el 1985 a partir de les antigues peces, per l'artista Barenys amb fibra de vidre. El vestuari fou dissenyat per Ambrós Domingo. El gegant vesteix de blau, porta un sable embeinat i l'escut de la ciutat a la mà dreta. Ella porta un vestit verd i un mirall o un ram de flors a la mà esquerra. L'any 2015, es van restaurar amb motiu dels 30 anys de les rèpliques dels gegants. Al Corpus del mateix any es va fer el comiat i a les Festes de Sant Magí es va fer un acte de la presentació del nou aspecte dels Gegants Moros de la ciutat.

### Gegants Vells de Tarragona o del Cós del Bou

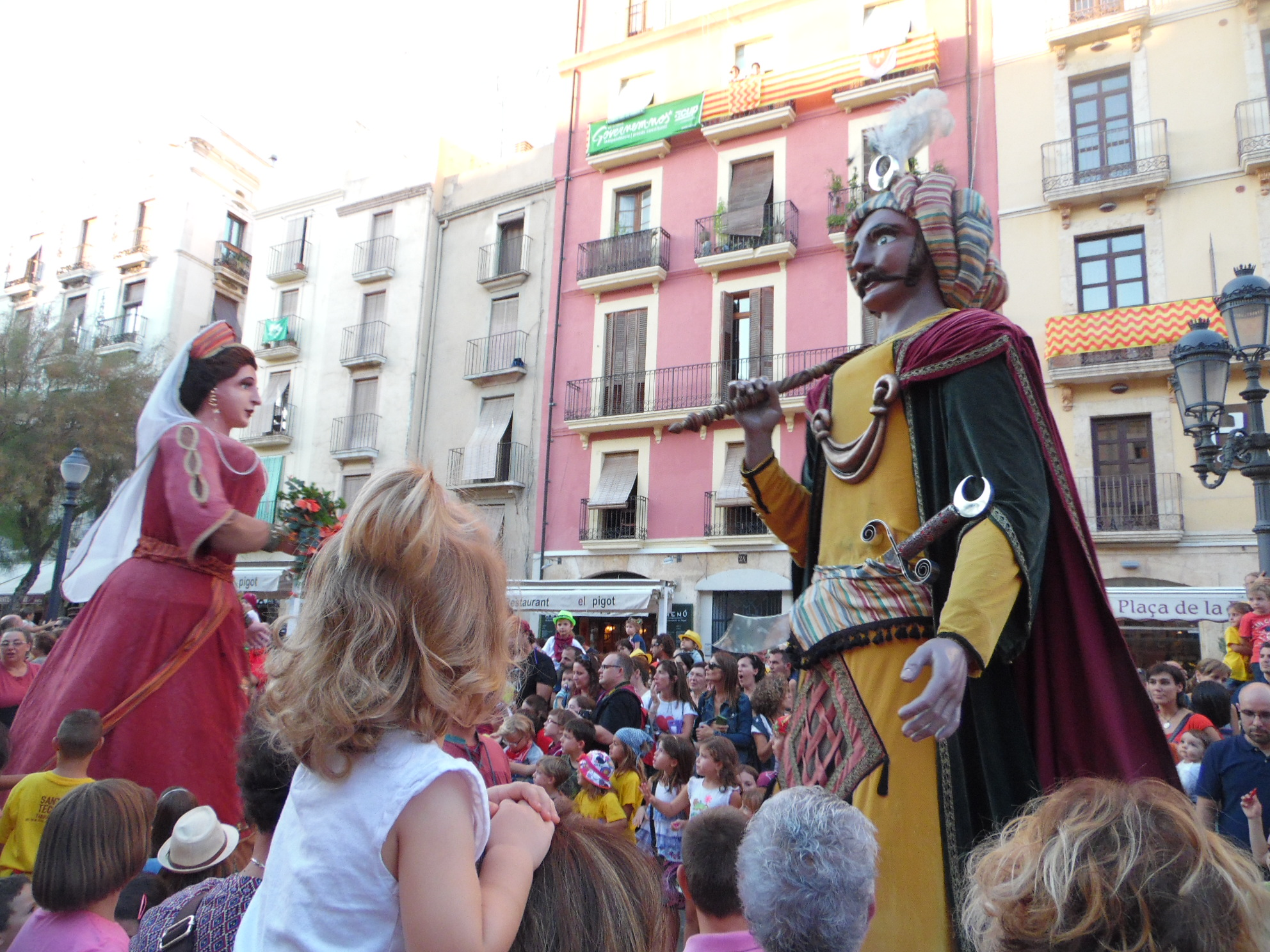
Els gegants Vells (2015)

Els Gegants Vells van ser construits el 1825 per l'escultor Antoni Verdaguer i són les peces més antigues que actualment surten al Seguici Popular de Tarragona. És possible que amb motiu de la jura de la princesa Isabel II com a hereva de la corona d'Espanya, l'any 1833, sortissin ja com a gegants del municipi. Són de propietat municipal, encara que estan cedits als veïns del carrer del Cos del Bou des de l'any 1904.
Les figures són ciselades en cartró pedra i volen representar un rei i una reina moros. Ell porta a la mà dreta una porra, element característic dels gegants de certa antiguitat, i ella un ram de flors a la mateixa mà. Durant el Franquisme deixen de sortir durant molts anys, per aquesta raó estan ben conservats i no ha calgut cap rèplica. Tornen a sortir cap als anys 80 i l'any 1990 ja surten amb els gegants de la ciutat per les festes patronals, reconeixent-los com a gegants Vells de la ciutat.

### Gegantons Negritos
Popularment coneguts com "El Negrito" i "La Negrita", van ser cisellats per Bernat Verderol el 1856 i el 1859, respectivament. El Negrito, fet de fusta, és un dels pocs gegants existents de mig cos a tot Europa (com ara el "Robafaves" o "Lladrefaves" de Valls, també negre) prova de la seva antiguitat. Actualment, els gegants Negritos que surten al carrer són una rèplica feta l'any 2006 per l'artista tarragonina Àngels Cantos.
El Negrito llueix un vestit blanc i la Negrita un de ratlles vermelles i blanques. És obligat que ell porti un rotllo de paper a la mà dreta, com a símbol del dret de ciutadania i la inscripció al registre civil. Ella duu el lloro característic a la mateixa mà, la dreta. Els gegants negres o bé d'altres races del món han estat una constant en el conjunt de la imatgeria tradicional. Representen allò exòtic, desconegut i sorprenent.